# Nikolaj Telešov
Nikolaj Dmitrijevič Telešov (10. listopadu 1867 Moskva – 14. března 1957 Moskva) byl ruský spisovatel, básník, organizátor slavného okruhu moskevských spisovatelů "Среда" (1899–1916).

## Život

### Dětství
Narodil se 10. listopadu 1867 v moskevské kupecké rodině. Rodiče: Dmitrij Jegorovič a Elizaveta Petrovna Telešovi.
Od počátku se zajímal o četbu a literaturu. Jako dvanáctiletý teenager byl v roce 1880 svědkem grandiózních Puškinových oslav v Moskvě: slavnostního otevření pomníku básníka, projevů F. M. Dostojevského, I. S. Turgeněva aj. Už o něco dříve ve věku deseti let se v tiskárně Ivana Dmitrijeviče Sytina setkal s vývojem knihy. Přátelství a obchodní vazby se Sytinem ho provázely celý život.

### Vstup do literatury
V roce 1884 absolvoval Moskevskou praktickou akademii obchodních věd. Ve stejném roce publikoval svou první báseň „Покинутая“ v časopise Радуга. V roce 1886 se aktivně podílel na přípravě sbírky mladých básníků „Искреннее слово“. Jeho první básně nesly stopy vlivu Semena Jakovleviče Nadsona , A. A. Feta, Ivana Saviče Nikitina, Alexeje Nikolajeviče Pleščejeva. Tato sbírka nevzbudila žádnou pozornost, ale byla první zkušeností se vstupem do literárního prostředí. Hluboký zájem o literární a tvůrčí komunikaci pomohl Telešovi následně vytvořit literární sdružení "Среда", ale zatím publikoval v obskurních časopisech "Семья", "Россия", v "Гражданине" knížete Vladimira Petroviče Měščerského a "Детском чтении" od Dmitrije Ivanoviče Tichomirova. Hlavním tématem raných příběhů byl kupecký a maloměšťácký život („Петух“, „Мещанская драма“, „Дуэль“, „Именины“). Rané příběhy tvořily první sbírku "На тройках" (1895). Současníci našli určitou imitaci A. P. Čechova v problémech Telešových raných děl, bylo přirozené, že se setkal s Čechovem v roce 1888. Název sbírky dal esej publikovaný v roce 1893 v konzervativním časopise "Русское обозрение". Esej byla věnována veletrhu Ирбит a byla napsána na základě dojmů jeho příbuzného M. A. Kornilova. Zájem o periferie Ruska vzbudila v Telešovi díla V. G. Korolenka a D. N. Mamina-Sibirjaka. Na radu Čechova r. 1894 Telešov podnikl svou vlastní dlouhou cestu na Sibiř, která vyústila v sérii příběhů věnovaných životu osadníků (cykly "За Урал" [1897], "По Сибири“ a "Переселенцы“, příběhy "Нужда“, "На ходу", "Самоходы“, "Домой" aj.). Jeho příběhy se vyznačovaly každodenností děje, bez nečekaných zvratů ve vyprávění a navenek netečným „čechovským“ způsobem psaní. Spisovatel však ve svých příbězích-legendách nešetřil fantazií, alegorií a symbolikou obrazů.

### Na přelomu století
Období od roku 1898 do roku 1903 v životě spisovatele nebylo snadné: bylo obtížné psát, nechtěl publikovat "maličkosti" a "nudné věci", podle jeho vlastních slov. Koncem 90. let 19. století přestala Telešova spolupráce s konzervativním tiskem. Svá nová díla publikoval v liberálních časopisech „Мир Божий“, „Русская мысль“, „Журнал для всех“, v četných sbírkách a almanaších. Kromě A. P. Čechova, Vladimira Alexejeviče Giljarovského, Igora Alexandroviče Bělousova se do okruhu spisovatelových známých přidali bratři Julij Alexejevič Bunin a I. A. Bunin, N. N. Zlatovratskij, K. M. Staňukovič, D. N. Mamin-Sibirjak, redaktoři a zaměstnanci moskevských časopisů.
V roce 1899 se v Nižním Novgorodu setkali Telešov a Maxim Gorkij. Gorkij se začal zajímat o Telešovův spisovatelský okruh a doporučil tam L. N. Andrejeva a S. G. Skitalce. K nim se připojili J. N. Čirikov, V. V. Veresjajev , A. I. Kuprin , A. S. Serafimovič a někteří další spisovatelé. Protože se ve středu v bytě Telešova konala setkání spisovatelů, bylo rozhodnuto nazvat nový literární spolek "Среда" Telešov. „Středy“ trvaly od roku 1899 do roku 1916. Gorkij zde poprvé přečetl svou hru „На дне". Z děl spisovatelů spolku byly následně sestaveny sbírky „Знание“, „Слово“ a „Нижегородский сборник“.
Spisovatelovou manželkou se stala Jelena Andrejevna Karzinkina (1869–1943), představitelka známé kupecké dynastie. Vystudovala Moskevskou školu malířství, sochařství a architektury, byla studentkou V. D. Polenova, měla široký okruh známých mezi umělci a díky ní navštěvovali středy umělci Alexandr Jakovlevič Golovin, K. K. Pervuchin, A. M. Vasněcov, I. I. Levitan. Následně se stala ilustrátorkou děl svého manžela. Spisovatel jí věnoval své „Записки писателя“. Častými hosty u nich byli také F. I. Šaljapin a S. V. Rachmaninov.
Telešov byl zvolen 29. listopadu 1903 řádným členem Общества любителей российской словесности; pokladníkem společnosti od 14. února 1909.

### Mezi dvěma revolucemi
Kolem roku 1905 prošel Telešov evolucí doleva, charakteristickou pro jeho generaci. V jeho dílech se objevily tóny sociálního protestu: "Крамола", "Петля", "Между двух берегов", "Чёрной ночью". Poprvé v Rusku zorganizoval venkovskou tělocvičnu pro dělníky, železniční zaměstnance a rolníky v moskevské oblasti. Děti nejchudších rolníků a dělníků se tam deset let učily zdarma (nebo za snížený poplatek) na principu společného vzdělávání. Manželé Telešovi poskytli finanční prostředky na údržbu tělocvičny. Kromě toho byl Telešov jedním z hlavních organizátorů literárního, divadelního a uměleckého života Moskvy. Dlouhou dobu stál v čele fondu vzájemné pomoci spisovatelů a vědců, byl iniciátorem vydávání různých sbírek („Друкарь“, „1914“, „В помощь пленным русским воинам“) a pořádání amatérských představení spisovatelů, Byl porotcem čestného soudu ve Společnosti tisku a literatury. Teleshov nadšeně přijal první ruskou revoluci z roku 1905, a když vlna revolučního vzepětí pominula, jeho dílo neprošlo dekadentními změnami a potvrdilo jako dříve lidskou víru v humanistické hodnoty („Верный друг“, „Косцы“, „Иная душа“). Odmítnutí imperialistické války se promítlo do příběhů "Во тьме", "Мина" – sbírka "1914 год", "Дни за днями" – sbírka "В помощь пленным русским воинам" (1916). Telešovci na vlastní náklady zorganizovali nemocnici v Malachovce (1915), postavili venkovskou kliniku (1916).
V roce 1917 byl zvolen poslancem Moskevské městské dumy.

### Poříjnové období
Po říjnové revoluci se Telešov podílel na práci Lidového komisariátu pro vzdělávání. Podílel se na organizaci Muzea Moskevského uměleckého divadla (Камергерский переулок 3a), jehož byl od roku 1923 ředitelem. V těchto letech se zabýval dětskou literaturou, koncipoval cyklus "Легенды и сказки": "Крупеничка" (1919), "Зоренька" (1921). Začal psát umělecké paměti Записки писателя (1925–1943), které vyprávěly o událostech literárního života Moskvy 19.–20. století. U něho se setkávali členové městské komise "История московских улиц" Společnosti pro ochranu památek historie a kultury Moskvy. Kniha "Начало конца" (1933) byl román a příběhy o událostech revoluce v letech 1905–1907.
Zemřel 14. března 1957. Byl pohřben na Novoděvičím hřbitově (parcela č. 2).

### Bibliografická kuriozita
N. D. Telešov se do dějin ruské literatury zapsal především jako iniciátor Телешовских сред a autor memoárové knihy Записки писателя. Telešovy „Записки“ byly v sovětských dobách opakovaně vydávány, doplňovány a opravovány. Memoáry byly ilustrovány fotografickými portréty ruských spisovatelů. Portréty byly pozoruhodné tím, že každý z nich obsahoval osobní věnující autogram Telešovi. Protože sbírání těchto portrétů bylo jeho vášní, podařilo se mu získat věnující nápisy na portrétech od Tolstého, Čechova, Korolenka, Gorkého, Kuprina, Bunina, Serafimoviče, Veresjajeva, Bělousova, Wanderera, Andrejeva, Mamina-Sibiryaka, Zlatovratského, Spiridona, Šaljapina a mnoha dalších.
Ve vydání Записок писателя z roku 1948 byla mezi jinými portréty umístěna fotografie, která reprodukovala známý skupinový portrét z roku 1902 spisovatelů Sredy. Jeho odlišnost od původního portrétu byla v tom, že obraz J. N. Čirikova za zády I. A. Bunina byl pečlivě retušován. Z nějakého neznámého důvodu zmizel pouze obraz Čirikova, ačkoli na stejném obrázku byli přítomni další emigranti: Bunin a Šaljapin. Sláva a význam posledních dvou se samozřejmě nedaly srovnávat se slávou Čirikova. Oběma bylo věnováno mnoho stránek „Записок“. Sovětská vláda v prvních letech po válce, prostřednictvím Telešova, nějakou dobu očekávala, že se Čirikov nominovaný na Nobelovu cenu vrátí zpět do Sovětského svazu.

### Adresy v Moskvě
- 1898–1904 – Чистопрудный бульвар, 21
- 1904–1913 – Чистопрудный бульвар, 23
- 1913–1957– Покровский бульвар, 18/15. Zde se konaly "Телешовские среды", kterých se zúčastnil výkvět literární Moskvy na počátku 20. století: L. N. Andrejev, K. D. Balmont, V. J. Brjusov , I. A. Bunin, A. S. Serafimovič, V. V. Veresjajev, A. M. Gorkij, A. I. Kuprin a další. Na domě je pamětní deska.

## Dílo
- Небылицы (Фантастические наброски). — Киев, 1893
- На тройках. Очерки и рассказы. — Москвa: Изд. Сытина, 1895
- За Урал (Из скитаний по Западной Сибири). Очерки. — М., 1897
- Маленький роман (Дети). — М.: Изд. Клюкина и Ефимова, 1898
- Повести и рассказы. — М.: Изд. Сытина, 1899
- Рассказы в 2 тт. — Изд. т-ва «Знание», 1903—1908
- Между двух берегов. — СПб.: Освобождение, 1909
- Белая цапля (Сказка). — М.: Книгоиздательство т.д. С. Курнин и К., 1910
- Рассказы и сказки для юных читателей. — СПб.: Изд. т-ва «Просвещение», 1911
- Рассказы. — М.: Изд. Кн-ва писателей в Москве, 1913—1917. (кн. 1. Сухая беда; кн. 2. Чёрной ночью; кн. 3. Золотая осень; кн. 4. Крамола)
- Верный друг и др. рассказы. — М.: Кн-во писателей в Москве, 1915
- Ёлка Митрича. — М.: ГИЗ, 1919

- То же. — М.-Пг.: ГИЗ, 1923

- Рассказы. — Берлин: Изд. Гржебина, 1922
- Всё проходит. — М.: Никитинские субботники, 1927
- Автобиография. // Писатели. / Изд. 2-е. Под ред. В. Лидина. — М., 1928
- Переселенцы. Рассказы. — М.: Федерация, 1929
- Литературные воспоминания. — М.: Изд. Московск. т-ва писателей, 1931
- Избранные рассказы. — М.: Гослитиздат, 1935
- Избранное. / Вступ. ст. С. Дурылина. — М.: Советский писатель, 1945

- Избранное. — М.: Советский писатель, 1948

- Записки писателя. — М., 1948
- Повести и рассказы. — М., 1951
- Записки писателя: Рассказы о прошлом и воспоминания. — М.: Советский писатель, 1952. — 360, [14] с. — 30 000 экз.
- Избранные сочинения. В 3-х тт. / Вступ. ст. В. Борисовой. — М.: Гослитиздат, 1956
- Записки писателя: Воспоминания и рассказы о прошлом / Послесловие К. Пантелеевой. — М.: Московский рабочий, 1958. — 384, [16] с. — (Библиотека для юношества). — 85 000 экз.
- Рассказы. Повести. Легенды / Вступ. ст. А. Л. Трегубова. — М.: Советская Россия, 1983. — 332 с.
- Избранные произведения / Вступ. статья К. Пантелеевой; Сост., подг. текста и коммент. М. Блинчевской. — М.: Художественная литература, 1985. — 400 с.

### Texty písní
Произведения Н. Д. Телешова на сайте «Публичная библиотека»
- Легенды. О трёх юношах. (1901)
- Переселенцы. Самоходы. Рассказ
- Переселенцы. Ёлка Митрича. (1897) Рассказ
- По Сибири. На тройках. (1892) Повесть
- По Сибири. Против обычая. (1894) Рассказ
- По Сибири. Сухая беда. (1897)
- 1905 год. Крамола. (1906) Повесть
- 1905 год. Начало конца. (1933) Повесть
- Петух. (1888) Рассказ
- Между двух берегов. (1903) Рассказ
- Живой камень. (1919) Рассказ
- Самое лучшее. (1919) Рассказ
- Жулик. Рассказ
- Тень счастья. (1921)

### V češtině
- Domů – přeložil Karel Vladislav Havránek; in: 1000 nejkrásnějších novel... č. 21. Praha: J. R. Vilímek, 1912